# 追憶 -Single Version-/大切な言葉
「追憶 -Single Version- / 大切な言葉」（ついおく シングル・ヴァージョン / たいせつなことば）は、東京女子流の10枚目のシングル。2012年5月23日にavex traxから発売された。

## 概要
「追憶 -Single Version-」は2ndアルバム『Limited addiction』収録曲で、本作はアルバムからのリカットシングルとなる。自身2曲目のバラードソング。
「大切な言葉」はNHK Eテレアニメ『はなかっぱ』の2012年度（4月〜6月）エンディングテーマに起用された。
「TGS23先行音源」はSweetSの「LolitA☆Strawberry in summer」をカバーした楽曲で曲の一部分のみが収録されている。後に正式リリースされたものとは編曲が違う別バージョンである。
Type-A、Type-B（いずれもCDとDVDのセット）、Type-C（CD-EXTRA仕様）、Type-D（mu-moショップ・イベント会場限定盤、CDのみ）の4形態。

## 収録曲
1. 追憶 -Single Version-（=TGS21 Part2）
作詞：黒須チヒロ、作曲：Asiatic Orchestra（Vanir）、編曲：Hiroshi matsui
2. 大切な言葉（=TGS22）
作詞：黒須チヒロ、作曲：萩原和樹、編曲：松井寛
3. 追憶 -Royal Mirrorball Mix-
Type-Cにのみ収録。
4. 追憶 -Single Version-（Instrumental）
5. 大切な言葉（Instrumental）
6. TGS23先行音源
Type-Cにのみ収録。

### DVD

#### Type-A
1. おでかけムービー（沖縄+横浜編）

#### Type-B
1. 追憶 -Single Version-（Video Clip）
ミュージック・ビデオ監督：福居英晃[3]
2. Making Movie

### CD-EXTRA

#### Type-C
1. CONCERT*02『Christmas Live 2011』よりLIVE映像（孤独の果て〜月が泣いている〜、きっと 忘れない、、、、頑張って いつだって 信じてる）